# TBL 2
TBL 2 is een treinbeïnvloedingssysteem dat tot 2018 in België gebruikt werd.

## Werking
TBL 2 werd gebruikt op de Belgische HSL 2, in combinatie met stopmerkborden. Op lijn 96N heeft TBL 2 ook gelegen, maar werd daar gecombineerd met vaste lichtseinen. Jarenlang voor TBL 2 verdween op lijn 2, was het al op lijn 96N buiten dienst gezet. 
Bij TBL 2 komt de informatie binnen via bakens die de nodige informatie doorzenden naar de antenne die zich onder de locomotief bevindt. Deze informatie zal door de TBL 2-software vertaald worden naar nuttige informatie en weergegeven worden op de stuurtafel.

## Stuurpostsignalisatie
Stuurpostsignalisatie wordt ook cabineseingeving genoemd. In de cabine wordt dan een cabinesein geplaatst dat in de plaats komt van laterale seinen, seinen langs de spoorbaan. 
Bij de stuurpostsignalisatie van TBL 2 krijgt de treinbestuurder alle nodige informatie op de stuurtafel. Zo heeft hij een volledig overzicht van:
- toegelaten snelheid
- snelheidsvermindering en de afstand tot aan de vermindering
- werkelijke snelheid
- neerlaten van stroomafnemer (spanningsomschakeling)
- stroomloze zones
- aard van de beweging (grote beweging/kleine beweging)

## Controlefunctie
Bij dit alles doet TBL 2 ook een controle op de acties van de bestuurder. Als er een snelheidsbeperking opgelegd wordt, zal TBL 2 dus controleren of de bestuurder onder de voorziene snelheidsgrafiek blijft.
Indien de bestuurder te snel zou rijden, zal hij eerst een alarmtoon horen (meer dan 5 km/h boven het toegestane). Indien hij hierop nog niet reageert zal er een noodremming volgen (meer dan 10 km/h boven toegestane snelheid).
Verder kan de TBL 2 ook ingrijpen op het elektrisch voedingssysteem van de locomotief (stroomafnemer). Als de bestuurder de borden negeert die hem het neerlaten van de stroomafnemer opleggen voor de spanningssluizen, zal de TBL 2 dit alsnog zelf doen. Het opnieuw oplaten gebeurt echter niet automatisch. Als de bestuurder dus na het stroomsluis de stroomafnemers niet zelf terug oplaat zal de trein stilvallen.

## Materieel
De locomotieven van het type HLE 13 zijn voorzien van een TBL 2 installatie voor het rijden op de verbindingen Oostende - Eupen (IC-A) en Brussel - Maastricht (IC O) met I11 (uiteraard zijn ook de stuurstandrijtuigen van de I11 uitgerust met TBL 2). De motorstellen type MS96 zijn ook voorzien van TBL 2, maar de installatie wordt hier niet gebruikt. 
Sinds 2011, met de invoering van het nieuwe beveiligingssysteem TBL 1+ worden op de motorstellen type MS96 de TBL 2 uitrusting systematisch verwijderd. De nieuwe locomotieven HLE 18 zijn ook uitgerust met dit beveiligingssysteem om te kunnen rijden op HSL 2 tussen Leuven en Luik.